# Ordine del Cielo Blu e del Sole Bianco
L'Ordine della Gloria Nazionale è un ordine di Taiwan.

## Storia
L'Ordine è stato fondato il 15 maggio 1929.

## Classi
L'Ordine dispone solo della classe di Gran Cordone.

## Insegne
- Il nastro è bianco con bordi blu e rossi.